# بطولة تونس لكرة السلة للرجال 1968–69
بطولة تونس لكرة السلة للرجال 1968–69 هو الموسم رقم 14 من بطولة تونس لكرة السلة للرجال.

فاز بهذا الموسم النجم الرياضي الرادسي.

## روابط خارجية
- الموقع الرسمي للجامعة التونسية لكرة السلة.